# Sielsowiet Rudzk
Sielsowiet Rudzk (biał. Рудскі сельсавет, Rudski sielsawiet; ros. Рудский сельсовет) – sielsowiet na Białorusi, w obwodzie brzeskim, w rejonie janowskim, z siedzibą w Rudzku.

## Demografia
Według spisu z 2009 sielsowiety Rudzk i Krytyszyn zamieszkiwało 3086 osób, w tym 2961 Białorusinów (95,95%), 73 Ukraińców (2,37%), 49 Rosjan (1,59%), 1 Polak (0,03%), 1 Mołdawianin (0,03%) i 1 Tatar (0,03%).

## Geografia i transport
Sielsowiet położony jest na Polesiu, na Zahorodziu, w środkowej części rejonu janowskiego. Od północy graniczy z Janowem. Największymi rzekami są Pina i Niesłucha.
Przez sielsowiet przebiega droga republikańska R144.

## Historia
26 czerwca 2013 do sielsowietu Rudzk włączono w całości likwidowany sielsowiet Krytyszyn, tj. 8 miejscowości.

## Miejscowości
- agromiasteczka:
  - Krytyszyn
  - Rudzk
- wsie:
  - Bosznia
  - Franopol
  - Gniewczyce
  - Konotop
  - Kuźliczyn
  - Morozy
  - Pererub
  - Pieszkowo
  - Radohoszcz
  - Radownia
  - Rudkówka
  - Suche
  - Zahuta
  - Zarudzie